# SC Eintracht Hamm
Der SC Eintracht Hamm (vollständiger Name: Sportclub Eintracht Hamm e. V.) war ein Sportverein aus dem Hammer Stadtteil Heessen. In den 1980er Jahren spielten die Fußballer in der damals drittklassigen Oberliga Westfalen und scheiterte zweimal am Aufstieg in die 2. Bundesliga. 1984 wurde der Verein Deutscher Vizemeister der Amateure. Ebenfalls erfolgreich war die Leichtathletikabteilung, die mehrere deutsche Meister hervorbrachte. Nachfolgevereine sind der DJK SV Eintracht Heessen und der SC Eintracht Hamm Leichtathletik. 

## Geschichte

### Frühe Jahre (1922 bis 1945)
Im Jahre 1922 gründete sich mit dem VfR Heessen die Urzelle des SC Eintracht. Der VfR hatte seine sportliche Heimat auf dem Sportplatz am Hexenteich in der Nähe des Heessener Ortskerns. Ebenfalls im Jahre 1922 gründete sich der Arbeitersportverein ATS 1922 Heessen, der in einigen Quellen auch ATSV 1922 Heessen genannt wird. Der Verein gehörte zu den zehn größten Arbeitersportvereinen des Ruhrgebiets und wurde nach der Machtübernahme Adolf Hitlers im Jahre 1933 verboten. Die Mitglieder des ATS schlossen sich daraufhin dem VfR an. Verstärkt durch die ehemaligen ATS-Spieler gelang im Jahre 1938 der Aufstieg in die seinerzeit zweitklassige Bezirksliga.
In den Jahren 1940 und 1943 erreichte der VfR als Meister seiner Bezirksligastaffel jeweils die Aufstiegsrunde zur Gauliga Westfalen. Allerdings scheiterte die Mannschaft an Union Gelsenkirchen bzw. Alemannia Dortmund. Während des Zweiten Weltkrieges waren Kriegsgastspieler wie August Gottschalk oder August Lenz für die Heessener aktiv. Letzterer trainierte nach Kriegsende für einen Korb voll Birnen die A-Jugend des Vereins. Im Jahre 1945 spalteten sich die ehemaligen Arbeitersportler als TuS 1945 Heessen, der sich später in TuS 45/53 Heessen umbenannte, wieder ab. Der spätere Fusionspartner DJK Spielverein Heessen wurde im Jahre 1926 in der katholischen Sportbewegung gegründet. Im Jahre 1935 wurde dieser von den Nationalsozialisten zwangsweise aufgelöst und wurde nach dem Ende des Zweiten Weltkrieges neu gegründet.

### Nachkriegszeit (1945 bis 1981)
Im Jahre 1949 stieg der VfR in die Bezirksklasse auf und erreichte dort fünf Jahre später die Vizemeisterschaft hinter dem SC Oelde 09. Ein Jahr später wurde der VfR hinter dem Lokalrivalen Hammer SpVg erneut Vizemeister. 1956 stieg die Mannschaft als Tabellendritter in die viertklassige Landesliga auf, als es wegen der Einführung der Verbandsliga einen erhöhten Aufstieg gab. Drei Jahre nach dem Aufstieg wurden die Heessener unter Trainer Hans Klodt Vizemeister hinter dem TBV Mengede. Im Jahre 1960 eröffnete der Verein das neue Marienstadion, in dem die Heessener im Oktober des gleichen Jahres den FC Schalke 04 zu einem Benefizspiel empfingen. Die Einnahmen gingen an die Hinterbliebenen der Grubenunglücke in der Zeche Sachsen. Im Jahr 1965 stieg der VfR aus der Landesliga ab. Erst vier Jahre später gelang durch einen 1:0-Sieg gegen den VfL Altenbögge am letzten Spieltag der Wiederaufstieg in die Landesliga. 
Am 11. März 1970 fusionierte der VfR Heessen mit dem TuS 1945 Heessen zum SC Eintracht Heessen. Zum Vorsitzenden wurde der Chef der Spar- und Darlehenskasse Heessen e.G Paul Schulte gewählt. In den späteren Jahren schlossen sich noch der Tennisverein TC Blau-Gold Heessen und die Handballer des TuS 01 Heessen der Eintracht an, die in den 1980er Jahren mit über 2.700 Mitgliedern zum größten Sportverein der Stadt Hamm aufstieg. Die Fußballer spielten in den folgenden Jahren unter prominenten Trainern wie Klaus Hilpert oder Arthur Gruber mit unterschiedlichem Erfolg in der Landesliga. Im Jahre 1975 wurde die Stadt Heessen in die Stadt Hamm eingemeindet. Gleichzeitig weitete die Spar- und Darlehenskasse Heessen ihr Geschäftsfeld aus und benannte sich in Hammer Bank um.
Nach der Vizemeisterschaft 1975 hinter Teutonia Lippstadt geriet die Eintracht Ende der 1970er Jahre in Abstiegsgefahr. Der sportliche Aufschwung begann, als der Vereinsvorsitzende Paul Schulte zahlreiche Spieler aus Hamm und Umgebung verpflichtete, die vorher bei anderen Vereinen höherklassig gespielt haben. Diese Spieler erhielten Ausbildungs- und Arbeitsplätze bei der Hammer Bank und kamen so inklusive Prämien auf ein Monatseinkommen von bis zu 10.000 Mark. Im Jahre 1980 gelang der Aufstieg in die Verbandsliga. Dort lieferten sich die Heessener in der Saison 1980/81 einen langen Zweikampf mit dem SC Verl. Mit einem 3:0 gegen den ASC Schöppingen vor 2.500 Zuschauern wurde die Eintracht Verbandsligameister und schaffte damit den Durchmarsch in die Oberliga Westfalen.

### Oberligajahre (1981 bis 1987)
In der Aufstiegssaison 1981/82 belegte die Eintracht den sechsten Platz. Saisonhöhepunkt was das Derby gegen die Hammer SpVg. Vor 6.500 Zuschauern im heimischen Marienstadion konnte die Eintracht einen zwischenzeitlichen 1:3-Rückstand noch in einen 4:3-Sieg drehen. Bei Rückspiel im Mahlbergstadion sahen gar 7.000 Zuschauer ein 1:1. Zur folgenden Saison 1982/83 verstärkten sich die Hammer mit Ex-Profis wie Harry Ellbracht, Manfred Lopatenko und Gisbert Paus und sicherten sich die Westfalenmeisterschaft. Den Titel sicherten sich die Heessener gegenüber den punkt- und tordifferenzgleichen Rot-Weiss Lüdenscheid aufgrund der höheren Anzahl geschossener Tore. In der folgenden Aufstiegsrunde zur 2. Bundesliga lag der SC Eintracht vor dem letzten Spieltag noch in aussichtsreicher Position. Eine 3:1-Niederlage bei Rot-Weiß Oberhausen und der gleichzeitige 5:1-Sieg des SC Charlottenburg über den FC St. Pauli verhinderte jedoch den Aufstieg.
Die Saison 1983/84 brachte den Heessenern die Vizemeisterschaft hinter dem FC Gütersloh. Damit qualifizierte sich der Verein für die deutsche Amateurmeisterschaft, wo die Mannschaft über die Stationen SC Viktoria Köln und Werder Bremen Amateure ins Finale vorstieß. Vor 8.000 Zuschauern im Offenburger Karl-Heitz-Stadion mussten sich die Heesser dem Offenburger FV mit 1:4 geschlagen geben. Zur Saison 1984/85 änderte der Verein seinen Namen in SC Eintracht Hamm und zog ins Jahnstadion um. Im November 1984 wurde der Verein in den Skandal um die Hammer Bank gezogen. Der Vereinsvorsitzende Paul Schulte, der zugleich auch Vorstandsvorsitzender der Bank war, wurde in Untersuchungshaft genommen, nachdem bei der Hammer Bank ein Verlust von zunächst über 300 Millionen Mark festgestellt wurde, der später deutlich anstieg. Schulte wurde von der Staatsanwaltschaft fortgesetzte Untreue und Betrug in mindestens drei Fällen vorgeworfen.
Trotz der Querelen um den wichtigsten Sponsor sicherte sich die Mannschaft mit drei Punkten Vorsprung auf den DSC Wanne-Eickel erneut die Meisterschaft. Wie zwei Jahre zuvor scheiterte das Team jedoch in der Aufstiegsrunde. Zum Knackpunkt wurde am drittletzten Spieltag ein verschossener Elfmeter von Harry Ellbracht beim Stand von 1:1 gegen Tennis Borussia Berlin. Gerüchte, nach denen Elbracht absichtlich verschoss, wurden von Ellbracht dementiert. Für den Fußballhistoriker Dietrich Schulze-Marmeling gehörten die SCE-Mannschaften der Jahre 1983, 1984 und 1985 „sicherlich zu dem Besten, was die Oberliga Westfalen zu bieten hatte“. Am Saisonende verließ beinahe die komplette Mannschaft den Verein. Nach einem neunten Platz in der Saison 1985/86 folgte ein Jahr später der Abstieg als Tabellenletzter.

### Niedergang (1987 bis 2006)
Der Skandal um die Hammer Bank führte zur Aufspaltung des Vereins. Die Abteilungen Handball, Leichtathletik und Tennis gründeten eigenständige Vereine, so dass der SC Eintracht zum reinen Fußballverein wurde. Dieser war mit rund einer Million Mark verschuldet und wurde in der folgenden Verbandsligasaison 1987/88 als Vorletzter in die Landesliga durchgereicht. Es folgten die Abstiege in die Bezirksliga 1990 und der in die Kreisliga A zwei Jahre später. Anfang der 1990er Jahre war der Verein nach Aberkennung der Gemeinnützigkeit beinahe handlungsunfähig, so dass die Mitglieder offen über eine Auflösung der Eintracht nachdachten. Einige Mitglieder sicherten das Überleben des Vereins, in dem sie Einnahmen aus einem Hallenturnier aus der Halle schmuggelten, um das Geld vor den Gläubigern zu verstecken.
Schließlich konnte der Verein im Jahre 1993 seine Schulden bei der BAG, der Auffanggesellschaft der Hammer Bank, durch einen Vergleich tilgen. Die Eintracht erhielt die Gemeinnützigkeit zurück und verstärkte die Jugendarbeit. Sportlich ging es für die Eintracht wieder bergauf. Im Jahre 1999 schafften die Heessener den Aufstieg in die Bezirksliga, dem in der folgenden Spielzeit 1999/2000 der Durchmarsch in die Landesliga folgte. Im Jahre 2003 stieg die Eintracht wieder ab und musste zwei Jahre später den Abstieg in die Kreisliga A hinnehmen. Aus dem Verein, der in den 1980er Jahren noch zum städtischen Repräsentationsclub werden wollte, war wieder ein Stadtteilverein geworden.

## Persönlichkeiten
- Dieter Agatha
- Eduard Angele
- August Gottschalk
- Peter Hillebrandt
- Horst Hilpert
- Harry Ellbracht
- Josef Kaczor
- Werner Kik
- Hans Klodt
- Tadeusz Krafft
- August Lenz
- Manfred Lopatenko
- Rouven Meschede
- Gisbert Paus
- Helmut Reiners
- Hartmut Sinnigen
- Hans-Jürgen Sperlich
- Jürgen Welp
- Friedhelm Wenzlaff
- Zygfryd Szołtysik

## Leichtathletik
Neben den Fußballern sorgte der SC Eintracht in der Leichtathletik für nationale und internationale Erfolge. Erfolgreichste Einzelathletin ist Helga Arendt, die insgesamt dreimal deutsche Meisterin im 400-Meter-Lauf wurde. Im Jahre 1989 wurde Arendt über 400 Meter Weltmeisterin in der Halle. Die 4-mal-400-Meter-Staffel wurde ebenfalls dreimal deutscher Meister. Im Jahre 1987 lief die Staffel in der Besetzung Silke-Beate Knoll, Gaby Bußmann, Helga Arendt und Gisela Kinzel (geb. Gottwald) einen neuen DLV-Rekord. Weitere deutsche Meistertitel errangen Claudia Borgschulte, Gaby Bußmann, Andrea Hannemann, Gisela Kinzel und Vera Michallek. Die 4-mal-200-Meter-Staffel lief im Jahre 1988 einen Hallenweltrekord.
Im Jahre 1990 enthüllte das Nachrichtenmagazin Der Spiegel, dass zahlreiche Athletinnen des SC Eintracht Hamm im sogenannten „Hammer Modell“ unter dem damaligen Bundestrainer Heinz-Jochen Spilker in ein System organisierten Dopings eingebunden waren. Dabei wurden den Läuferinnen mit ihrem Einverständnis Anabolika wie Anavar oder Stromba verabreicht.

## Nachfolgeverein SVE Heessen
Im Jahre 2006 fusionierte der SC Eintracht Hamm mit dem SV 26 Heessen zum DJK Spielverein Eintracht 22/26 Heessen, kurz SVE Heessen. Die Heimspiele werden im Marienstadion ausgetragen, welches Platz für bis zu 3000 Zuschauer bietet.

### Geschichte
Der Fusionsverein übernahm den Platz des SV 26 Heessen in der Landesliga und wollte langfristig in dieser Spielklasse bleiben. Nach zwei Abstiegen in Folge spielte die erste Mannschaft ab 2012 in der Kreisliga A. Drei Jahre später gelang der Wiederaufstieg. Durch eine 1:4-Niederlage gegen den Meister der Parallelstaffel VfL Kamen wurde zunächst der direkte Aufstieg verpasst. In der folgenden Aufstiegsrelegation trafen die Heessener auf die zweite Mannschaft des Hombrucher SV. Hombruch gewann das Hinspiel mit 1:0, während der SVE sich im Rückspiel mit 5:0 nach Verlängerung durchsetzte und aufstieg. 
Bereits 2017 ging es wieder runter in die Kreisliga A. Ein Jahr später übernahm Ex-Profi Jürgen Welp das Traineramt. Unter Welp wurden die Heessener 2019 Meister der Staffel 1, verlor aber das Entscheidungsspiel um die Kreismeisterschaft gegen die SG Massen mit 1:3 nach Verlängerung und verpasste den direkten Aufstieg. In den folgenden Relegationsspielen um einen weiteren Aufstiegsplatz scheiterten die Heessener am FC Türk Sport Bielefeld. Der 3:0-Sieg im Rückspiel konnte die 2:6-Hinspielniederlage nicht wettmachen. 2020 gelang dann der Aufstieg in die Bezirksliga. Dort wurde die Mannschaft 2025 Vizemeister hinter dem VfL Kamen und scheiterte in der Aufstiegsrunde im Halbfinale am SC Greven 09.

### Frauenfußball
Während der Saison 2016/17 sorgte die Frauenmannschaft des Vereins für Schlagzeilen, als die Mannschaft alle 30 Saisonspiele verlor und 383 Gegentreffer hinnehmen musste. Dies war ein deutschlandweiter Rekord für die Spielzeit.

### Persönlichkeiten
Der SVE Heessen brachte mit Koray Dağ einen späteren Profispieler hervor.